# 嘉犁
嘉犁，是臺灣彰化縣和美鎮的一個地名，位於該鎮東南部。相較於今日行政區，其範圍大致包括柑井里西南部凸出部分南半部、鐵山里不含東部邊界地帶、嘉犁里、詔安里。

## 歷史
台灣清治末期至日治初期，嘉犁地區為一街庄，稱為「嘉犁庄」，隸屬於線東堡。該庄北與和美線庄、柑仔井庄為鄰，東與新庄仔庄為鄰，東南邊及南邊為西勢仔庄，西邊為大霞佃庄。
1901年（日治明治三十四年）11月，該庄隸屬於彰化廳。1909年（明治四十二年）10月，改隸屬於臺中廳。1920年（大正九年），該庄改制為「嘉犁」大字，隸屬於臺中州彰化郡和美庄，大字下有「嘉犁」、「詔安厝」小字名。1943年，和美庄升格為和美街。
戰後和美街改制為和美鎮，隸屬於彰化縣，大字亦改制為里。

## 交通
縣道138號（彰和路三段～二段）是線西至彰化的道路，大致以西北－東南走向經過嘉犁地區中部偏南地帶，往西北可前往和美市區、線西、彰化濱海工業區線西區，往東南可前往彰化。
縣道134號（彰美路三段）是新港至彰化的道路，大致以西北－東南走向經過本地區東北部，往西北可前往和美市區、新港，往東南可前往彰化。
縣道134甲（線東路三段～二段）是打鐵山至彰化莿桐腳的道路，北側端點位本地區東北部縣道134號路口，往南可前往彰化莿桐腳接省道台19線。該道路北側端點以北已新闢延伸道路（線東路三段），可通往國道3號的和美交流道。

## 學校
- 大嘉國小